# Luke Kunin
Luke Kunin, född 4 december 1997, är en amerikansk professionell ishockeyforward som spelar för San Jose Sharks i NHL.
Han har tidigare spelat på NHL-nivå för Nashville Predators och Minnesota Wild och på lägre nivåer för Iowa Wild i AHL, Wisconsin Badgers (University of Wisconsin–Madison) i National Collegiate Athletic Association (NCAA) och Team USA i United States Hockey League (USHL).
Kunin draftades i första rundan i 2016 års draft av Minnesota Wild som 15:e spelare totalt.

## Statistik
| 2012–2013   | St. Louis AAA Blues    | T1EHL       | 34 | 30 | 38 | 68 | 18 | — | — | — | — | — |
| 2013–2014   | Team USA               | USHL        | 32 | 11 | 12 | 23 | 27 | — | — | — | — | — |
|             | U.S. National U17 Team |             | 52 | 20 | 18 | 38 | 35 | — | — | — | — | — |
| 2014–2015   | Team USA               | USHL        | 20 | 10 | 4  | 14 | 12 | — | — | — | — | — |
|             | U.S. National U18 Team |             | 61 | 27 | 15 | 42 | 34 | — | — | — | — | — |
| 2015–2016   | Wisconsin Badgers      | NCAA        | 34 | 19 | 13 | 32 | 34 | — | — | — | — | — |
| 2016–2017   | Wisconsin Badgers      | NCAA        | 35 | 22 | 16 | 38 | 30 | — | — | — | — | — |
|             | Iowa Wild              | AHL         | 12 | 5  | 3  | 8  | 16 | — | — | — | — | — |
| 2017–2018   | Minnesota Wild         | NHL         | 1  | 0  | 0  | 0  | 0  | — | — | — | — | — |
|             | Iowa Wild              | AHL         | 2  | 1  | 1  | 2  | 4  | — | — | — | — | — |
| NHL totalt  | NHL totalt             | NHL totalt  | 1  | 0  | 0  | 0  | 0  | — | — | — | — | — |
| AHL totalt  | AHL totalt             | AHL totalt  | 14 | 6  | 4  | 10 | 20 | — | — | — | — | — |
| NCAA totalt | NCAA totalt            | NCAA totalt | 69 | 41 | 29 | 70 | 64 | — | — | — | — | — |
| USHL totalt | USHL totalt            | USHL totalt | 52 | 21 | 16 | 37 | 39 | — | — | — | — | — |

### Internationellt
| Källa: Uppdaterad: 2017-10-15 | Källa: Uppdaterad: 2017-10-15 | Källa: Uppdaterad: 2017-10-15 |         | Utv = Utvisningsminuter | Utv = Utvisningsminuter | Utv = Utvisningsminuter | Utv = Utvisningsminuter | Utv = Utvisningsminuter |
| År                            | Lag                           | Mästerskap                    | Matcher | Mål                     | Assists                 | Poäng                   | Utv                     |                         |
| ----------------------------- | ----------------------------- | ----------------------------- | ------- | ----------------------- | ----------------------- | ----------------------- | ----------------------- | ----------------------- |
| 2015                          | USA                           | U18-VM                        | 7       | 6                       | 0                       | 6                       | 2                       |                         |
| 2017                          | USA                           | JVM                           | 7       | 2                       | 2                       | 4                       | 25                      |                         |
| Junior totalt                 | Junior totalt                 | Junior totalt                 | 14      | 8                       | 2                       | 10                      | 27                      |                         |